# Juozas Jagelavičius
Juozas Aleksandras Jagelavičius (ur. 12 stycznia 1939 w Džiuginėnai, zm. 17 czerwca 2000 w Wilnie) – litewski wioślarz reprezentujący ZSRR, brązowy medalista olimpijski.

## Kariera
Startował w ósemkach na igrzyskach olimpijskich w Tokio w 1964. Osada ZSRR zajęła w finale piąte (przedostanie) miejsce. Na rozgrywanych cztery lata później igrzyskach olimpijskich w Meksyku reprezentanci ZSRR zajęli trzecie miejsce w tej samej konkurencji. W wyścigu finałowym Zigmas Jukna, Antanas Bagdonavičius, Wołodymyr Sterlik, Juozas Jagelavičius, Aleksandr Martyszkin, Vytautas Briedis, Wałentyn Krawczuk, Wiktor Suslin i Jurij Łoriencson uplasowali się 2,11 sekundy za osadą RFN i 1,13 sekundy za osadą Australii.
W ósemkach zdobył też srebro na mistrzostwach świata w Lucernie (1962), a na mistrzostwach świata w Bledzie (1966) był drugi w czwórce bez sternika.
Na mistrzostwach Europy w Duisburgu (1965) zdobył złoto w czwórce bez sternika, a na mistrzostwach Europy w Vichy (1967) zwyciężył w czwórce ze sternikiem. Ponadto zdobywał srebrne medale w ósemce na mistrzostwach Europy w Kopenhadze (1963), mistrzostwach Europy w Amsterdamie (1964) i mistrzostwach Europy w Klagenfurcie (1969).
Kształcił się w Akademii Oświaty Uniwersytetu Witolda Wielkiego, uzyskując dyplom z wychowania fizycznego. Po zakończeniu kariery został trenerem. W latach 1965–1972 był instruktorem Komitetu Wychowania Fizycznego i Sportu, w latach 1972–1976 był kierownikiem sekcji nauczania w Szkole Sportu Wioślarskiego Dzieci i Młodzieży Towarzystwa Sportowego Žalgiris. Nadto w latach 1976–1991 pełnił funkcję starszego trenera Komitetu Wychowania Fizycznego i Sportu.